# 週末2100
《週末2100》，又稱《神仙 老虎 狗》，是1980年代中華電視台（華視）綜藝節目，製作人黃昭彥與張安民，華視大樂隊現場伴奏，播出期間1980年9月6日至1982年7月31日每週六晚間播出，一開始從21:00播到22:15（75分鐘），後來時段調整到20:00到21:30（90分鐘），共播出101集。

## 提要
華視綜藝節目《綜藝100》播出78集後，時任該節目策畫的黃昭彥為了兼顧華視另外兩個綜藝節目《星光閃閃》與《週末2100》而離職。
1980年9月6日，《週末2100》開播，從21:00播到22:15（75分鐘），採夜總會現場型態播出，製作人是黃昭彥，主持人是張帝、張魁、凌峰。凌峰跳槽台灣電視公司主持綜藝節目《電視街》後，《週末2100》由張帝與張魁繼續主持。《週末2100》首開台灣電視史綜藝節目「醜人主持」的先例，在當時很受歡迎，尤其是張帝的急智歌單元〈台上台下〉。主題曲〈神仙 老虎 狗〉由孫儀作詞，黃昭彥作曲，張帝、張魁、凌峰主唱，歌詞中「我是神仙」由張帝唱、「我是老虎」由凌峰唱、「我是狗」由張魁唱。
黃昭彥表示，《週末2100》最初試片時的名稱為《神仙 老虎 狗》；後來因為華視總經理吳寶華認為節目名稱出現「狗」字很不雅而改名《週末2100》，取每週六21:00播出之意，讓觀眾一看到節目名稱就能明白播出時間。由於收視率非常高，華視將《週末2100》播出時段改到廣告費較高的八點檔，並將每集長度由75分鐘延長為90分鐘，播出時間改為每週六20:00到21:30。
1981年第16屆金鐘獎，《週末2100》入圍電視金鐘獎企劃獎，入圍者吳之敬。
1982年7月31日，《週末2100》播出第101集，宣告停播，接檔節目是張琍敏主持的《嬌嬌星期六》；在本集中，諧星丹陽帶來六人樂團為張帝演奏〈遊子吟〉，柯受良、顧寶明、王德志、譚艾珍、蔣光超、鄒美儀、唐威、歸亞蕾等藝人也參加演出。
由於張帝、張魁、凌峰皆其貌不揚，三人亦常以此來自我調侃；後來張帝與張魁曾在訪談中提到這件往事，並稱他們之所以會與凌峰搭檔主持《週末2100》，是看上了凌峰比他們還醜。
張帝、張魁、凌峰曾在華視綜藝節目《超級星期天》合體受訪，並合唱〈神仙 老虎 狗〉。